# I Like to Move It
I Like to Move It (englisch etwa für „ich mag es mich zu bewegen“) ist ein Lied des US-amerikanischen Hip-House-Duos Reel 2 Real. Der Song ist die zweite Singleauskopplung ihres Debütalbums Move It! und wurde 1993 veröffentlicht.

## Inhalt
I Like to Move It ist ein Tanzsong, der den Hörer dazu animiert, sich zu bewegen. The Mad Stuntman rappt dabei im Ragga-Stil über schöne Frauen, die sportlich fit sind und sexy zur Musik tanzen. Er meint, dass sie keine Make-up brauchen, da sie dank ihrer Körper und Bewegungen schon attraktiv genug seien.

“I like to move it, move it

Ya like to move it!”

## Produktion
Der Song wurde von Reel-2-Real-Mitglied Erick Morillo produziert. Er fungierte zusammen mit The Mad Stuntman auch als Autor des Liedes.

## Musikvideo
Bei dem zu I Like to Move It gedrehten Musikvideo führte Craig K. McCall Regie. Es verzeichnet auf YouTube über 22 Millionen Aufrufe (Stand: Dezember 2022). Im Video ist The Mad Stuntman zu sehen, der den Song an verschiedenen Orten in New York City, darunter der Times Square und Flatbush, rappt. Dazwischen befindet er sich in einem Club, in dem leicht bekleidete Frauen zum Lied tanzen. Anschließend hält der Rapper einige Frauen davon ab, sich zu schminken, und sagt ihnen, dass sie auch so schön genug seien. Einige Szenen des Videos sind in Schwarz-weiß gehalten und gegen Ende ist auch Erick Morillo kurz zu sehen.

## Single

### Covergestaltung
Das Singlecover ist schlicht gehalten und zeigt im oberen Teil die schwarzen Schriftzüge Reel 2 Real Featuring The Mad Stuntman und I Like to Move It. Darunter befinden sich die Anmerkungen Original Plus U.K. Remixes By Judge Jules & Michael Skins sowie die Titelliste. Der Hintergrund ist komplett grau.

### Titelliste
1. I Like to Move It (Radio Edit) – 3:52
2. I Like to Move It (UK Vocal House Remix) – 5:47
3. I Like to Move It (UK Moody House Remix) – 5:05
4. I Like to Move It (Reel 2 Real Dub) – 4:25

### Chartplatzierungen
I Like to Move It stieg am 18. April 1994 auf Platz 77 in die deutschen Singlecharts ein und erreichte acht Wochen später mit Rang drei die höchste Position. Insgesamt hielt sich der Song 21 Wochen lang in den Top 100, davon elf Wochen in den Top 10. Die Chartspitze belegte die Single unter anderem in Frankreich, den Niederlanden, Belgien und Simbabwe. In den deutschen Single-Jahrescharts 1994 erreichte das Lied Platz 19.
| ChartsChartplatzierungen       | Höchstplatzierung | Wochen |
| ------------------------------ | ----------------- | ------ |
| Deutschland (GfK)              | 3 (21 Wo.)        | 21     |
| Österreich (Ö3)                | 2 (15 Wo.)        | 15     |
| Schweiz (IFPI)                 | 4 (16 Wo.)        | 16     |
| Vereinigtes Königreich (OCC)   | 5 (22 Wo.)        | 22     |
| Vereinigte Staaten (Billboard) | 89 (6 Wo.)        | 6      |

| ChartsJahrescharts (1994)    | Platzierung |
| ---------------------------- | ----------- |
| Deutschland (GfK)            | 19          |
| Österreich (Ö3)              | 25          |
| Schweiz (IFPI)               | 47          |
| Vereinigtes Königreich (OCC) | 13          |

### Auszeichnungen für Musikverkäufe
I Like to Move It erhielt im Jahr 1994 in Deutschland für mehr als 250.000 Verkäufe eine Goldene Schallplatte.
| Land/Region                  | Auszeichnungen für Musikverkäufe (Land/Region, Auszeichnung, Verkäufe) | Verkäufe |
| ---------------------------- | ---------------------------------------------------------------------- | -------- |
| Australien (ARIA)            | Gold                                                                   | 35.000   |
| Deutschland (BVMI)           | Gold                                                                   | 250.000  |
| Frankreich (SNEP)            | Gold                                                                   | 250.000  |
| Niederlande (NVPI)           | Gold                                                                   | 50.000   |
| Vereinigtes Königreich (BPI) | Gold                                                                   | 400.000  |
| Insgesamt                    | 5× Gold ·                                                              | 985.000  |

## Coverversionen
Der Song wurde zahlreich gecovert, darunter von Sacha Baron Cohen für den Film Madagascar und von will.i.am für den Film Madagascar 2. Weitere Coverversionen stammen unter anderem von Crazy Frog, Bob Sinclar und Los Colorados.